# Glenn McCuen
Glenn McCuen (Baton Rouge, Luisiana, 3 de febrero de 1991) es un actor estadounidense donde su primera aparición fue en  Marmaduke como Bodie.

## Filmografía
| Año       | Título                             | Papel         | Notas                                 |
| --------- | ---------------------------------- | ------------- | ------------------------------------- |
| 2010      | Marmaduke                          | Bodie         | Secundario                            |
| 2010      | Big Time Rush                      | Lil Lee Roth  | Episodio: Welcome back, Big Time Rush |
| 2011-2012 | Bucket & Skinner's Epic Adventures | Aloe          | Coprotagonista                        |
| 2013      | Resident Advisor                   | Cory Burton   | Protagonista                          |
| 2013      | Supah Ninjas                       | Trip Taylor   | 1 episodio                            |
| 2013      | Marvin Marvin                      | Chico Popular | Episodio: "Marvin and the cool Kids"  |
| 2014      | The Red Road                       | Young Harold  | 1 episodio                            |
| 2014      | It Could Be Worse                  | Private David | 1 episodio                            |
| 2014      | Teen wolf                          | Sean          | 1 episodio                            |
| 2014      | Helicopter Mom                     | Mitchell      | Papel Secundario                      |